# Douglas Cloudster
El Douglas Cloudster fue un avión biplano estadounidense de los años 20 del siglo XX. Fue el único producto de la Davis-Douglas Company. Diseñado para realizar el primer vuelo sin escalas de costa a costa a través de los Estados Unidos.

## Desarrollo
La Davis-Douglas Company fue formada en julio de 1920 para permitir a Donald Douglas que diseñase y construyese un avión capaz de realizar un vuelo sin escalas a través de los Estados Unidos. David R. Davis proporcionó la financiación de la compañía. El avión resultante fue el Cloudster, un biplano de construcción en madera, de un solo vano y planos de misma envergadura. Estaba recubierto de tela, excepto en el fuselaje delantero, que estaba recubierto con planchas metálicas. El avión estaba equipado con un motor Liberty V-12 de 400 hp (298 kW).
El Cloudster voló por primera vez el 24 de febrero de 1921, e intentó el viaje costa a costa en junio del mismo año. El avión fracasó en la realización del viaje sin escalas debido a un fallo del motor. En 1923, el Cloudster fue vendido y modificado para realizar vuelos turísticos, con dos cabinas abiertas adicionales y asientos para cinco pasajeros, reemplazando uno de los depósitos de combustible. En 1925, fue vendido de nuevo a T. Claude Ryan, que lo modificó añadiendo una cabina cerrada con diez asientos. Fue utilizado por una serie de operadores antes de que realizase un aterrizaje forzoso en aguas poco profundas frente a las costas de Ensenada, Baja California, en diciembre de 1925. Resultó demasiado dañado por las mareas para ser reparado, antes de que pudiese ser recuperado.
Tras el fracaso del vuelo costa a costa, Davis perdió interés y Douglas siguió adelante para formar la Douglas Company (más tarde Douglas Aircraft Company), en julio de 1921.

## Cloudster II de 1945
Douglas Aircraft reviviría el nombre en 1945 en una propuesta de avión de aviación general con hélice propulsora, similar al XB-42, como Cloudster II. El último intento de la compañía en aviación general, no alcanzó el éxito.

## Especificaciones

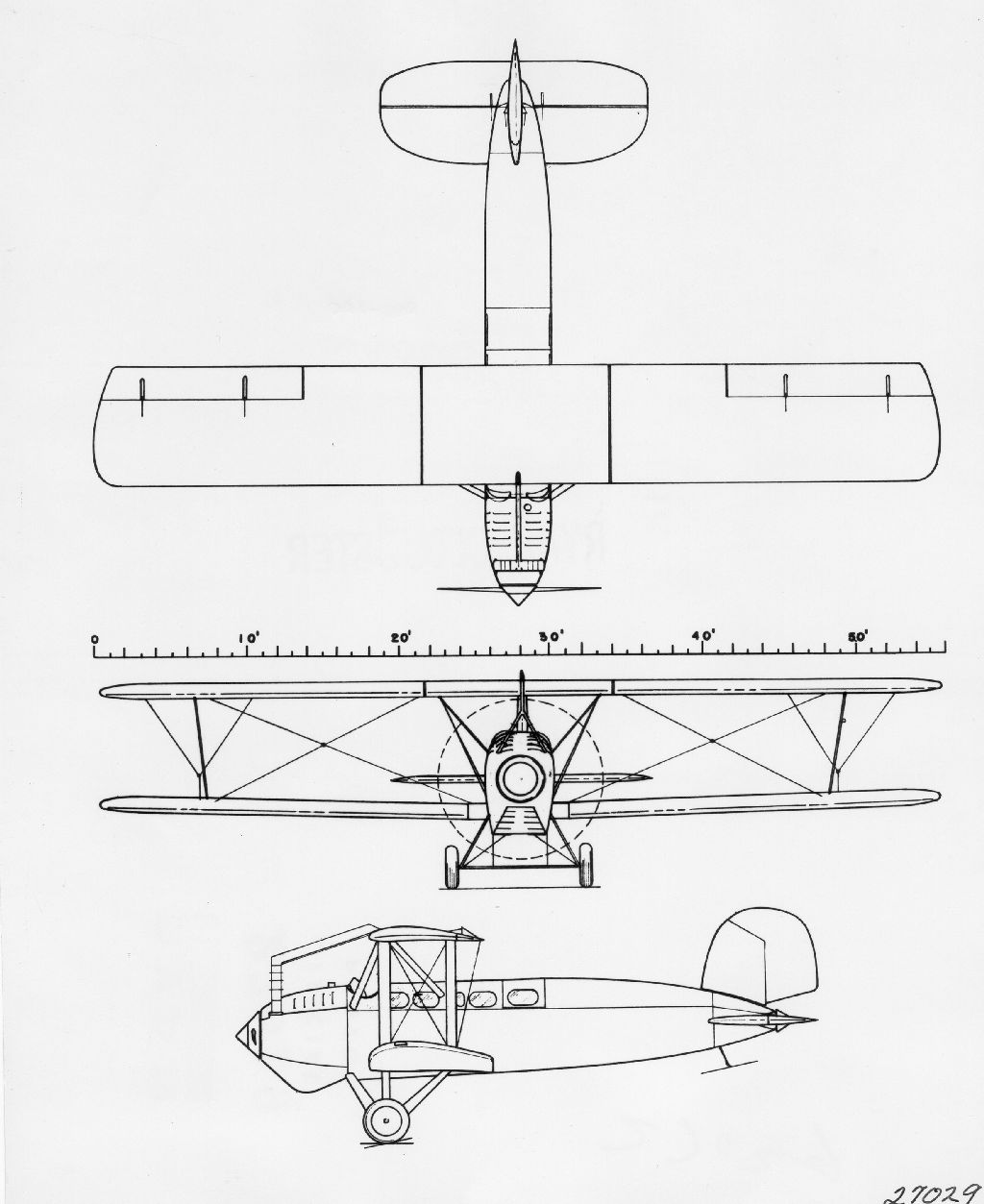
El Cloudster como avión de pasajeros.

Referencia datos: McDonnell Douglas Aircraft since 1920

### Características generales
- Tripulación: Dos.
- Longitud: 11,20 m
- Envergadura: 17,04 m
- Altura: 3,66 m
- Peso cargado: 4354 kg
- Planta motriz: 1× motor lineal V-12 Liberty L-12.
  - Potencia: 298 kW (400 hp)

### Rendimiento
- Velocidad nunca excedida (Vne): 193 km/h
- Alcance: 4506 km (según diseño),[10] (33 h)